# Partidul Comunist din India (Marxist)

Partidul Comunist din India (Marxist) este un partid comunist din India.
Partidul a fost fondat în anul 1964.
Secretar General partidului este Prakash Karat.
Partidul pubică People’s Democracy.
Organizația de tineret a partidului se numește Federația Democratică a Tineretului din India.
La alegerile parlamentare din anul 2004, partidul a obținut 22 061 677 de voturi (5.7 %, 43 locuri).